# Biblioteca da Burguesia de Berna

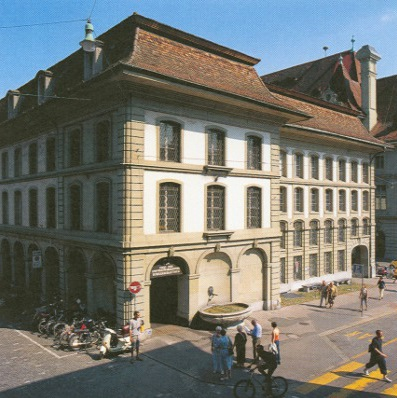
A Biblioteca da Burguesia na rua Münstergasse em Berna

A Biblioteca da Burguesia de Berna (em alemão: Burgerbibliothek Bern) é uma biblioteca pública municipal situada na cidade de Berna, Suíça.
A biblioteca foi fundada em 1951 e contém principalmente manuscritos medievais relacionados com a história da Suiça, arquivos individuais de sociedades ou empresas da região, uma coleção iconográfica sobre a Burguesia de Berna bem como suas corporações e abadias. Contém particularmente a Scholia Bernensia e o Codex Bernensis/Fragmenta Bernensia.
A biblioteca é considerada Patrimônio cultural suíço de importância nacional.

## Publicações
- Die Burgerbibliothek Bern. Archiv, Bibliothek, Dokumentationsstelle. Homenagem ao quinquagésimo aniversário da Biblioteca. Berna: Stämpfli, 2002. ISBN 3-7272-1220-9